# Сфрагистика

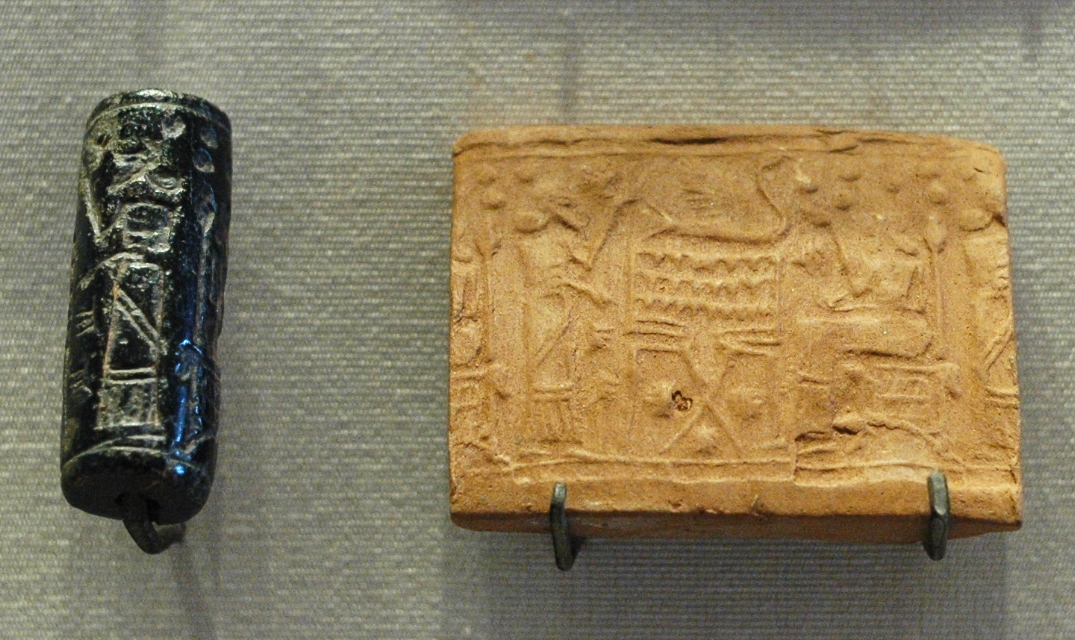
Ассирийская цилиндрическая печать

Сфраги́стика (от др.-греч. σφραγίς «печать»), или сигѝллогра́фия (от лат. sigillum «печать») — вспомогательная историческая дисциплина, изучающая печати (матрицы) и их оттиски на различных материалах.

## Становление науки
Первоначально развивалась как часть дипломатики, занимающаяся определением подлинности документов. С началом массовых археологических исследований на Ближнем Востоке и появлением значительного количества археологического материала — как самих печатей (цилиндрические печати месопотамских цивилизаций и Египта, античные печати-щитки, висячие металлические печати Византии и европейского Средневековья), так и отпечатков на керамике (глиняные таблички клинописных архивов, оттиски на сосудах и пр.), — сфрагистика начала развиваться в качестве области исторической науки, занимающейся классификацией совокупности печатей археологической культуры, государства или цивилизации, их хронологией и типизацией, а также отражением в сфрагистическом материале внутригосударственных, межгосударственных и частных отношений.
Сфрагистические материалы являются важными источниками эпиграфических, ономастических и геральдических данных.

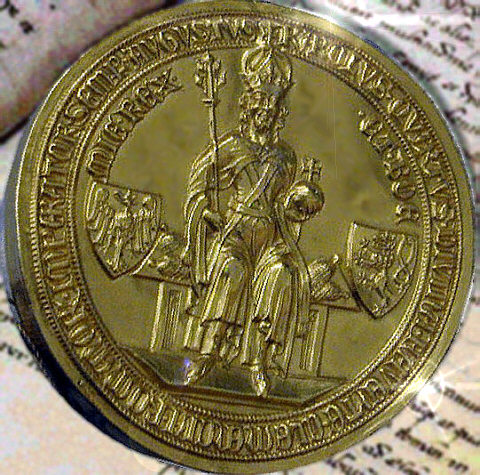
Золотая булла императора Карла IV

## Известные ученые в области
- Лихачёв, Николай Петрович
- Антипович, Константин Ерофеевич
- Бернд, Христиан Самуэль Теодор
- Шодуар, Станислав Иванович
- Янин, Валентин Лаврентьевич
- Титов, Анатолий Кириллович
- Герасимов, Тодор
- Гайдуков, Пётр Григорьевич
- Семкович, Владислав
- Зварич, Владимир Васильевич
- Шлюмберже, Леон-Гюстав
- Чхаидзе, Виктор Николаевич
- Дуэ д’Арк, Луи-Клод